# Sexualidad floral
La sexualidad floral está relacionada con la presencia o ausencia de los verticilos reproductivos: androceo y gineceo. Las flores que presentan ambos verticilos (o sea, que producirán tanto gametos femeninos como masculinos) se dicen perfectas, bisexuales, monoclinas o, más frecuentemente, hermafroditas, como es el caso de las flores de la "papa" o "patata" (Solanum tuberosum, solanáceas). En muchas otras especies, por otro lado, las flores tienen un solo verticilo reproductivo y se dicen diclinas, imperfectas o unisexuales, como ocurre en la "morera" (Morus nigra, moráceas) y en la "calabaza" (Cucurbita maxima, cucurbitáceas). En el caso de que tal verticilo sea el androceo, las flores se denominan masculinas o estaminadas; mientras que si el verticilo presente es el gineceo, las flores se denominan pistiladas o femeninas. Existen algunos casos en que la flor no presentan ninguno de los verticilos reproductivos y solo muestra sépalos y pétalos. La función de estas flores es el de especializarse, dentro de un grupo de flores que si son perfectas, en la atracción hacia la inflorescencia de los insectos polinizadores. Tales flores, denominadas neutras o asexuales, se disponen usualmente en la periferia de la inflorescencia y se pueden observar, por ejemplo, en muchas especies de la familia de las compuestas, como la "margarita" (Bellis perennis)  o el "girasol" (Helianthus annuus).